# Lady (album)
Pour les articles homonymes, voir Lady (homonymie).
Albums de Jane
Jane III
(1974) Fire, Water, Earth & Air
(1976)
Lady est le quatrième album studio du groupe de rock progressif allemand, Jane. Il est sorti en 1975 sur le label Brain et a été produit par Günter Körber.

## Historique
Cet album a été enregistré et mixé entre novembre 1974 et janvier 1975 dans les studios de Conny Plank près de Cologne. Nouveau changement de personnel, exit Charly Maucher et Wolfgang Kranz et arrivée de Martin Hesse (basse) et Gottfried Janko (claviers, chant) (les deux  musiciens viennent du groupe allemand Dull Knife). Janko ne resta pas longtemps et sera remplacé par Werner Nadolny qui officiait déjà sur les deux premiers albums du groupe.

## Liste des titres
- Tous les titres sont signés par Klaus Hess.

Face 1
1. Waiting for the Sunshine - 3:22
2. Scratches on My Back - 3:33
3. Music-Machine - 6:01
4. Make Me Feel Better - 4:07
5. (Wishdream) Lady - 3:48

Face 2
1. Lord Love - 5:08
2. Midnight Mover - 8:30
3. Silver Knickers (But You Are all Right) - 4:50
4. So, So Long - 4:30

## Musiciens
- Peter Panka: batterie, percussions, chant sur (Wishdream) Lady
- Klaus Hess: guitare électrique et acoustique, chant sur Music-Machine
- Martin Hesse: basse
- Gottfried Janko: orgue, piano, synthétiseur, chant